# 小行星8431
小行星8431（英語：8431 Haseda）是一颗围绕太阳公转的小行星。1997年12月31日，小林隆男在大泉町发现了此天体。
这颗小行星的绝对星等为217.9039528791159等。